# Ia Ly
Ia Ly là một xã thuộc tỉnh Gia Lai, Việt Nam.

## Địa lý
Thị trấn Ia Ly nằm ở phía tây bắc huyện Chư Păh, có vị trí địa lý:
- Phía đông giáp xã Ia Phí
- Phía tây giáp xã Ia Mơ Nông và tỉnh Kon Tum
- Phía nam giáp xã Ia Mơ Nông
- Phía bắc giáp tỉnh Kon Tum.

Thị trấn có diện tích 46 km², dân số năm 2020 là 6.474 người, mật độ dân số đạt 138 người/km².

## Lịch sử
Trước đây, Ia Ly là một xã thuộc huyện Chư Păh, được thành lập vào ngày 26 tháng 12 năm 2001 trên cơ sở 4.844 ha diện tích tự nhiên và 4.570 người của xã Ia Mơ Nông.
Ngày 23 tháng 12 năm 2013, Chính phủ ban hành Nghị quyết số 128/NQ-CP. Theo đó, thành lập thị trấn Ia Ly trên cơ sở toàn bộ 4.845,96 ha diện tích tự nhiên và 6.350 người của xã Ia Ly.
Từ ngày 12 tháng 6 năm 2025, sáp nhập tỉnh Bình Định vào tỉnh Gia Lai, giải thể đơn vị hành chính cấp huyện là Chư Păh. Sáp nhập 3 đơn vị hành chính của huyện là thị trấn Ia Ly, xã Ia Mơ Nông và xã Ia Kreng thành xã Ia Ly.